# سروهای اشک‌دانه
سروهای اشک‌دانه (نام علمی: Libocedrus) نام یک سرده از خانواده سرویان است.